# Поплавко, Виктор Родионович
Ви́ктор Родио́нович Поплавко́ (укр. Віктор Родіонович Поплавко; 1881, Полтава, Российская империя — 20 января 1938, Москва, СССР) — российский военный (штабс-капитан, 1915), конструктор авиационной и броневой техники, в частности, разработчик пулемётного бронеавтомобиля «Джеффери-Поплавко».

## Биография
Из дворян Полтавской губернии, родился в 1881 году в г. Полтаве. Выдержал экзамен на вольноопределяющегося 2 разряда, в 1902 году окончил Чугуевское военное училище, а в 1911 году — Севастопольскую офицерскую школу авиации. В Первую мировую войну служил в 11-м Фанагорийском гренадёрском полку. 3 февраля 1916 года был награждён орденом Св. Георгия 4-й степени «за отличия в 19-м пулемётном взводе». В 1916 году, командуя 26-м автомобильно-пулемётным взводом (АПВ), разработал схему переделки одного из имевшихся в составе материальной части взвода полноприводных автомобилей JQ 4017 американской фирмы «Jeffery» в боевую машину снабжения. Позднее на основе этих наработок Поплавко разработал проект полноценного бронеавтомобиля, который представил в Военное ведомство. 8 августа Ижорскому заводу был выдан государственный заказ на выпуск 30 бронеавтомобилей, получивших обозначение «Джеффери—Поплавко».
С 7 августа 1917 года по 31 марта 1918 года — один из 655 депутатов Украинской центральной рады. В 1921 году перешёл на сторону советов. Работал в оборонных и авиационных ведомствах. Был награждён орденом Ленина.
В 1930-х годах работал заместителем управляющего московской конторой «Союзснаблегпрома». Проживал в Москве по адресу: ул. Солянка, д. 1, кв. 73. 27 октября 1937 года был арестован по обвинению в причастности к контрреволюционной террористической организации, а 20 января 1938 года — расстрелян по приговору ВКВС СССР. Место захоронения — Московская область, Коммунарка. В декабре 1957 года реабилитирован.